# Parque Nacional Mariusa

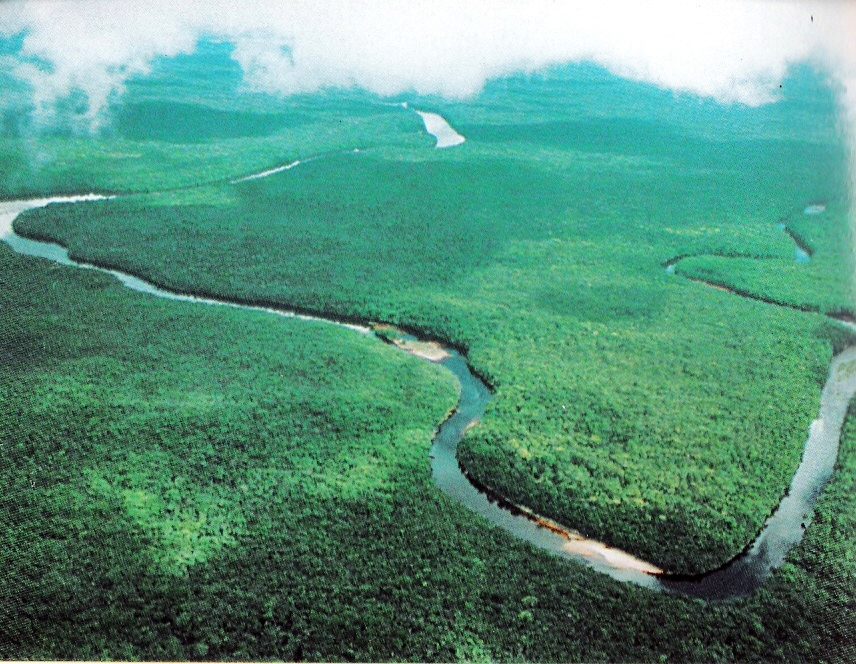
O Parque Nacional Mariusa, visto do alto.

O Parque Nacional Mariusa é um parque nacional da Venezuela. Está localizado no centro do delta do rio Orinoco, onde o maior rio da Venezuela encontra com o Oceano Atlântico. As características mais marcantes desta área estão na floresta com uma fauna única no planeta, e as marés que se estendem através dos canais do delta. A foz do rio Orinoco é um dos poucos deltas do mundo sem contaminação e a terra e os recursos hídricos do parque são considerados importantes pelo governo do país. Esta área é, sem dúvida, a mais especial de toda a Venezuela que, quando dividida em dois ramos principais, o Rio Braço Grande Manamo, totalmente distribuído no vasto delta do rio Orinoco, considerada o oitavo maior rio do mundo. 